# Villnößtal

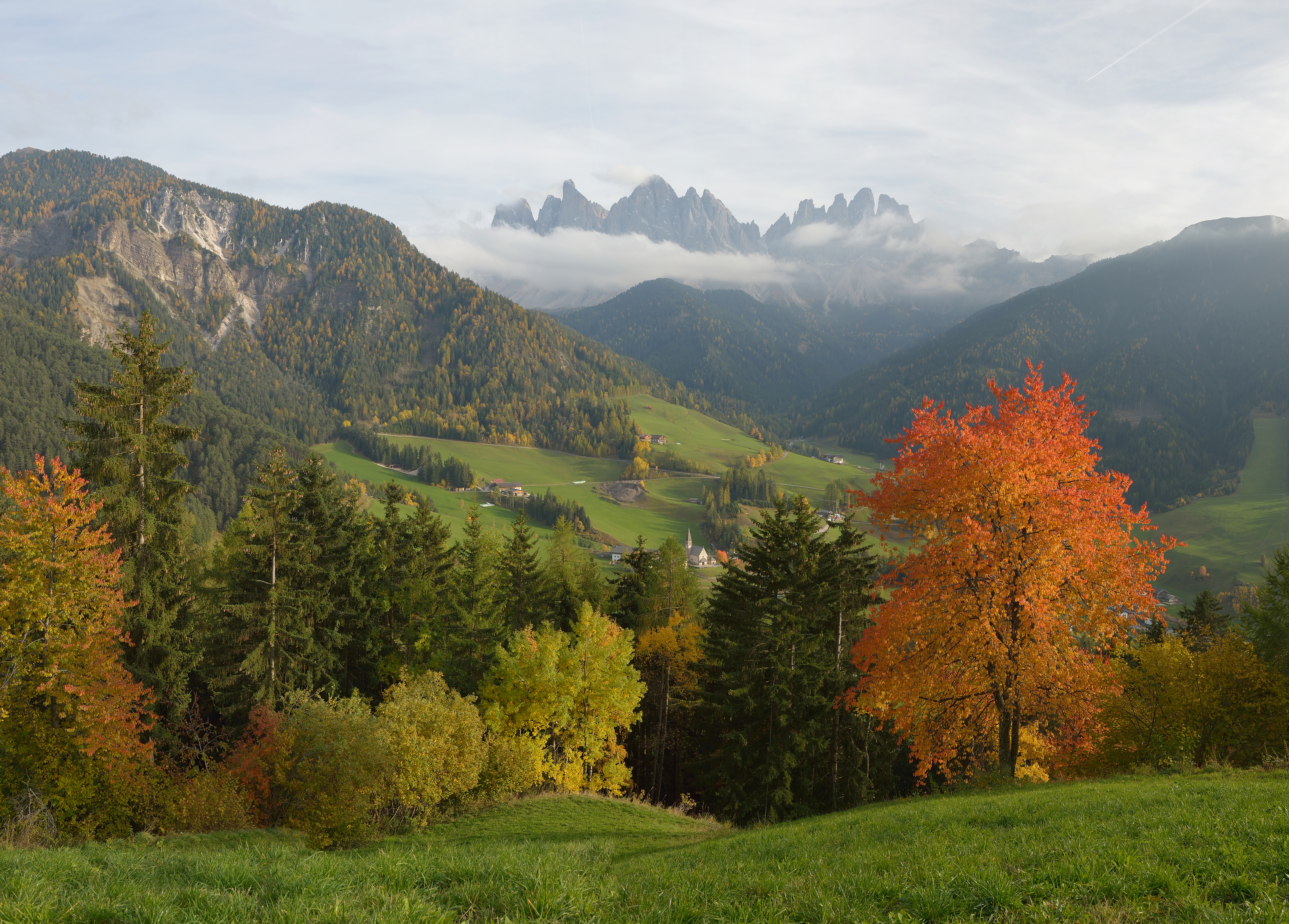
Das Villnößtal mit Blick zu den Geislern

Das Villnößtal (italienisch Val di Funes), auch Villnößer Tal oder einfach Villnöß genannt, ist ein etwa 24 km langes Tal in den Südtiroler Dolomiten. Administrativ befindet es sich großteils im Gebiet der Gemeinde Villnöß, die orographisch linken Talflanken im Eingangsbereich gehören zu Klausen. Nordseitig wird das Villnößtal von Bergen der Peitlerkofelgruppe eingerahmt, südseitig von der Geislergruppe. Höher gelegene Teile des Tals sind im Naturpark Puez-Geisler unter Schutz gestellt.
Das Villnößtal zweigt vom mittleren Eisacktal in östliche Richtung ab und wird vom Villnößer Bach entwässert. Der Taleingangsbereich ist schluchtartig zwischen Porphyr- und Quarzphyllit-Schichten ausgeprägt. Im weiteren Verlauf dehnt sich das Tal zu einem weiten Hochtal aus, das durch interglazialen Schotter ausgefüllt wurde und mehreren Dörfern Platz bietet.
Für den Kraftverkehr ist das Tal in erster Linie durch die Landesstraße 27 erschlossen, die nördlich von Klausen im Eisacktal ihren Anfang nimmt und das Tal der Länge nach durchquert. Zudem vermittelt die bei St. Peter abzweigende Landesstraße 163 über das Russiskreuz (1729 m) einen Übergang ins nördlich parallel verlaufende Aferer Tal.